# Sandokan (série télévisée d'animation)
Pour les articles homonymes, voir Sandokan (homonymie).
Sandokan est une série télévisée d'animation espagnole en 26 épisodes réalisée par Ernest Reid, inspirée de l'œuvre d'Emilio Salgari, produite par BRB Internacional et diffusée à partir de 1991 sur la chaîne Telecinco.
En France, la série est diffusée à partir du 19 février 1993. 
Plusieurs épisodes de la série ont été regroupés en un téléfilm de 75 minutes intitulé The Princess and the Pirate, sorti en 1995.
Cette série animée reprend les aventures classiques du pirate Sandokan, mais en faisant plusieurs entorses à la version originale : Tout d'abord, les personnages sont tous incarnés par des animaux anthropomorphes : Sandokan est dessiné en tigre tandis que les autres personnages sont des chats, des chiens, des singes, ours et crocodiles. Ensuite, le personnage de Sandokan est doté d'un regard magnétique si puissant qu'il lui permet d'apprivoiser même les tigres.

## Synopsis
En Malaisie, le grand vizir fait détrôner la famille royale afin de prendre le titre de « rajah de Sarawak ». Épargné par l'un des complices de l'usurpateur, le prince Sandokan s'enfuit en mer et regroupe une bande afin de lutter contre cette tyrannie.
À la fin de la série, Lord James voyant quel homme est réellement Sandokan, quand il le sauve des Dayakos, lui présente ses excuses. Il accepte également de le laisser épouser Mariana. Il devient l'allié et ami de Sandokan après que la trahison et usurpation du trône orchestrée par le Rajah (de vrai nom James Brook), est découverte. Sandokan se marie avec Mariana tandis que Yanez (l'un des fidèles compagnons de Sandokan), se marie avec Surama.
Quant aux méchants : Nassumbatah, le chef des espions du Rajah, meurt en tombant dans une marmite d'eau bouillante en tentant d'échapper à Sandokan et ses compagnons (épisode 1). Suyodhana, le chef des Partisans, et ses partisans survivants sont capturés par Sandokan et ses hommes et livrés à la Justice (épisodes 18 et 19). Le Chef Mingo et ses Dayakos survivants sont capturés par Sandokan, Lord James et leurs forces respectives puis emprisonnés pour leurs crimes (épisode 25). Le Baron William et le Rajah s'enfuient ensemble et planifient leur vengeance contre Sandokan.

## Fiche technique
- Titre original : Sandokân
- Titre français : Sandokan
- Réalisation : Ernest Reid
- Scénario : Dave Mallow, Doug Stone d'après Emilio Salgari
- Chara designer : José Luis Lopez Guardia
- Animation : Wang Film Productions
- Compositeur : Jordi Doncos
- Production : BRB Internacional

## Distribution

### Voix françaises
- Gérard Rinaldi : le narrateur, le rajah (de son vrai nom James Brook)
- Bernard Alane : Sandokan
- Véronique Rivière : Lady Mariana
- Bertrand Liebert : Yanez
- Sophie Deschaumes : Surama, Damna
- Michel Vocoret : Suyodhana
- Yves Barsacq : Lord James, Tremal-Naik
- Henri Lambert : Baron William
- Christian Pelissier : Sambiglion, Crackers, Malko
- Gilles Tamiz : Divers rôles

### Épisodes
1. Sandokan (The Pirates of Mompracem)
2. Le Moment crucial (The Crossing)
3. Mariana et Sandokan (Mariana)
4. La Maison du pirate (The Hunt for the Pirate)
5. De retour à Mompracem (Back in Mompracem)
6. La Rébellion des Dayakos (The Rebellion of the Dayakos)
7. Les Côtes de Labuan (One the Shores of Labuan)
8. Dans la gueule du loup (Into the Lion's Mouth)
9. Le Plan de Yanez (Yanez's Plan)
10. L'enlèvement (The Abduction)
11. Mompracem en péril (Mompracem in Danger)
12. La Libération (Liberation)
13. L'Enlèvement de Damna (The Kidnapping)
14. À la recherche de Damna (In Search of Dama)
15. Les Grottes de Remonga (The Suderbunds)
16. La Bataille du marécage (The Battle on the Marsh)
17. La Capture (Trapped)
18. La Fuite (Escape)
19. Une mauvaise surprise (An Unpleasant Surprise)
20. Une idée merveilleuse (A Marvellous Idea)
21. Le Rapt de Mariana (The Kidnapping of Mariana)
22. Sandokan prisonnier (Sandokan Taken Prisoner)
23. Une plante mortelle (The Herbs of Death)
24. Les Retrouvailles (Together Again)
25. Le Sauvetage de Lord James (Lord James Rescued)
26. Un double mariage (A Double Wedding)